# Лафант
Лафант (Лавант, Лаботница) (нем. Lavant, словен. Labotnica) — река в Каринтии, Австрия. Является левым притоком Дравы. Река дает свое название Лаботницкой долине, а также Лаботницким Альпам.

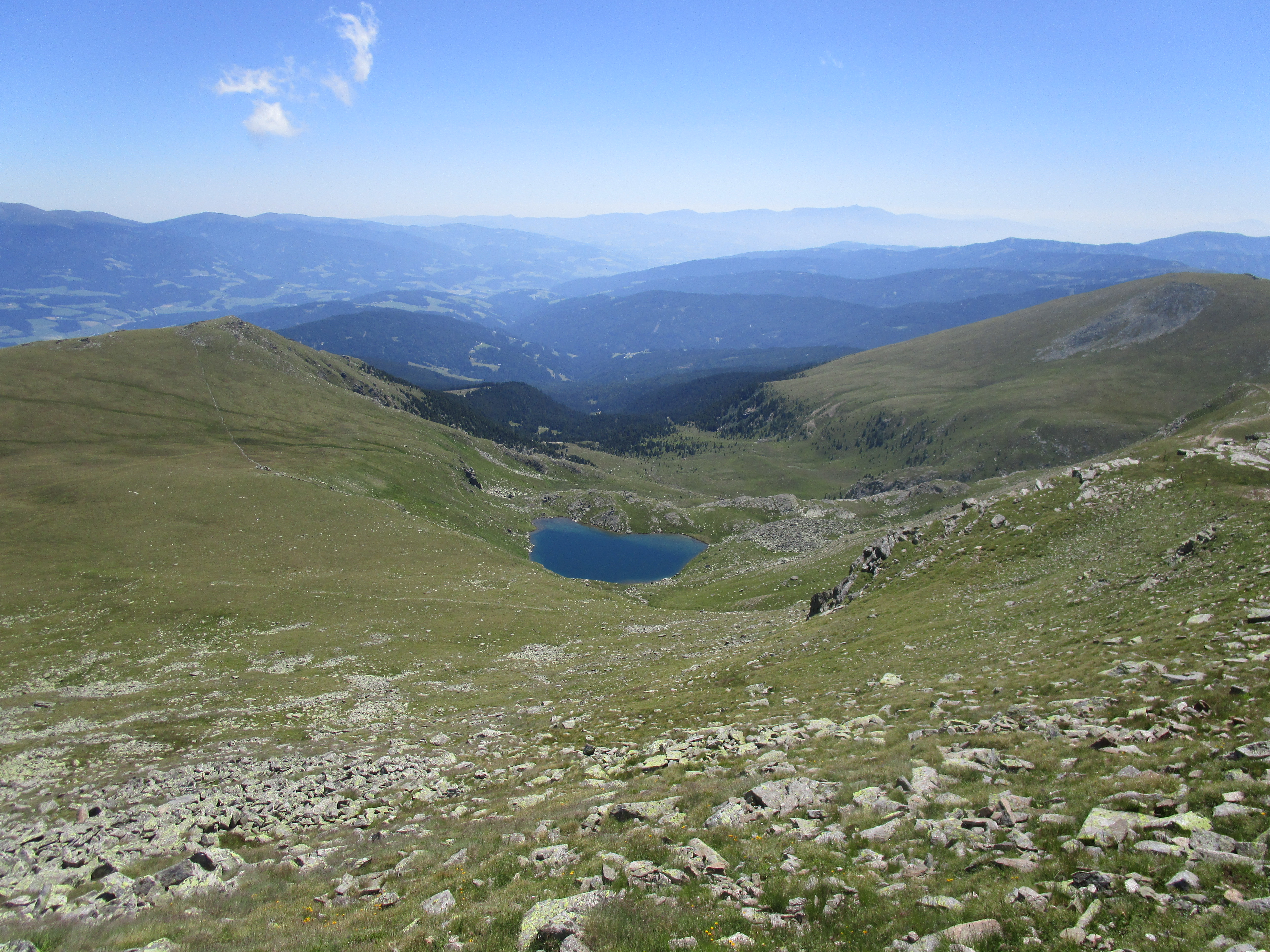
озеро Лафантзе

Длина реки — 71 километр, площадь водосборного бассейна насчитывает 969 км².
Основные притоки — Рагглбах, Райнцербах, Гранитцбах, Арлингбах, Вейссенбах, Ауэнбах.
Начинается на высоте 2170 метров над уровнем моря на южном склоне горы Цирбитцкогель в Зетальских Альпах в Штирии. Затем река проходит на юго-восток и через 11,2 км достигает границы с Каринтией. Река течет вниз по Лаботницкой долине, пересекая города Бад-Санкт-Леонхард-им-Лафантталь, Вольфсберг и Санкт-Андре, пока не достигает Дравы недалеко от границы Словенией в Лафамюнде. Высота устья — 348 метров. Уклон реки — 2,0 — 14,9 ‰.
Средний расход воды в Кроттендорфе — 12,3 м³/с. Максимум стока приходится на май.
Ихтиофауна реки представлена форелью, хариусом, усачом.
Название реки происходит от индоевропейского *albhant — «белая река».